# St. Nikolaus (Lauenstein)

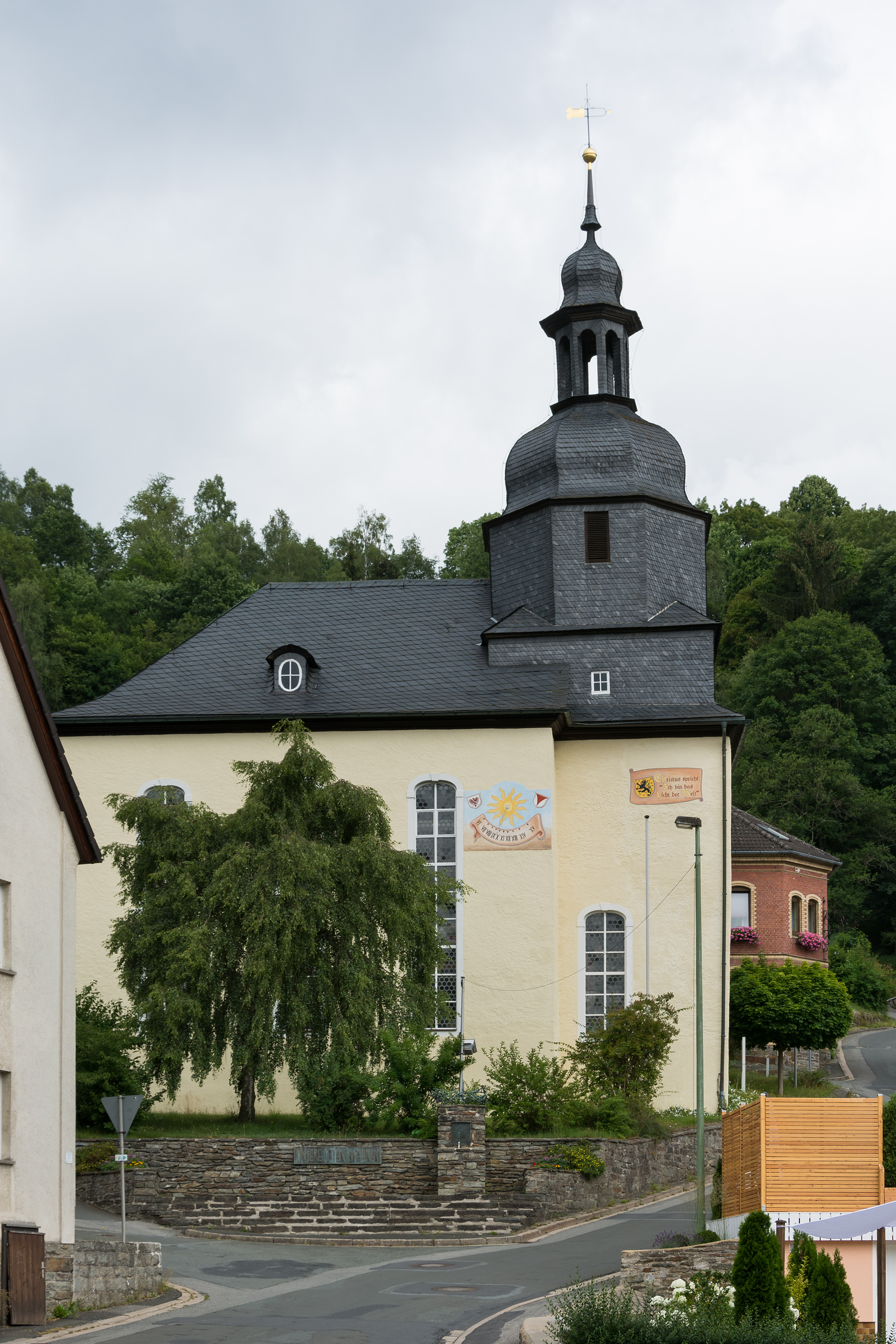
St. Nikolaus (Lauenstein)

Die evangelische, denkmalgeschützte Pfarrkirche St. Nikolaus steht in Lauenstein, einem Gemeindeteil der Stadt Ludwigsstadt im Landkreis Kronach (Oberfranken, Bayern). Die denkmalgeschützte Kirche ist vermutlich spätmittelalterlich. Die Kirchengemeinde liegt in der Rennsteigregion des Dekanats Kronach-Ludwigsstadt im Kirchenkreis Bayreuth der Evangelisch-Lutherischen Kirche in Bayern.

## Beschreibung
Der Chorturm auf quadratischem Grundriss der Saalkirche ist im Kern spätmittelalterlich, er geht auf das Ende des 11. Jahrhunderts zurück. Er wurde 1687 um ein schiefergedecktes Geschoss aufgestockt, das sich in einem achteckigen Geschoss fortsetzt, das den Glockenstuhl beherbergt, in dem drei Kirchenglocken hängen. 1787 wurde das baufällige Langhaus im Westen abgerissen und im Markgrafenstil neu errichtet. Der Chorbogen wurde herausgenommen. Der Innenraum hat doppelstöckige Emporen, deren Brüstungen mit der Täfelung der ehemaligen Patronatsloge derer von Thüna bestückt sind. Sie stammt aus dem Jahr 1606. Der Kanzelaltar wurde im Jahr 1787 unter Verwendung von älteren Teilen aus dem 17. Jahrhundert neu errichtet.